# Cyphosticha
Cyphosticha là một chi bướm đêm thuộc họ Gracillariidae.

## Các loài
- Cyphosticha acrolitha Meyrick, 1908
- Cyphosticha albomarginata (Stainton, 1862)
- Cyphosticha callimacha (Meyrick, 1920)
- Cyphosticha dialeuca Turner, 1940
- Cyphosticha microta (Turner, 1894)
- Cyphosticha panconita Turner, 1913
- Cyphosticha pandoxa Turner, 1913
- Cyphosticha pterocola Meyrick, 1914
- Cyphosticha pyrochroma (Turner, 1894)